# Bhalekane
Koordinaten: 26° 4′ S, 31° 34′ O
Bhalekane (auch: Balegana) ist ein Ort in Eswatini. Er liegt im Norden des Landes, gehört zur Region Hhohho. Der Ort liegt etwa 380 Meter über dem Meeresspiegel am rechten Ufer des Flusses Komati.

## Geographie
Bhalekane liegt südöstlich des Komati an der Fernstraße MR5, die von Süden kommend durch das benachbarte Madlangempisi verläuft und weiter nach Nordosten durch Nkambeni und in die Region Lubombo.
In der Umgebung wird intensiv Bewässerungsfeldbau betrieben.
Im Ort befindet sich das Gefängnis Bhalekane Correctional Services mit einer nahegelegenen Gefängnis-Klinik.